# Kazan River (Peter Pond Lake)
Der Kazan River ist ein 18 km langer Zufluss des Peter Pond Lake in der kanadischen Provinz Saskatchewan.

## Verlauf
Der Kazan River verläuft im Nordwesten von Saskatchewan in der Quellregion des Churchill River. Der Kazan River bildet den Abfluss des 431 m hoch gelegenen etwa 84 km² großen Kazan Lake. Er fließt von dessen Nordufer in  nordnordwestlicher Richtung zum Südufer des 421 m hoch gelegenen etwa 791 km² großen Peter Pond Lake, der in den benachbarten Churchill Lake entwässert, dem offiziellen Startpunkt des Churchill River. Unweit der Mündung befindet sich im Peter Pond Lake die Insel „Kazan Island“. Etwa einen Kilometer oberhalb der Flussmündung überquert der Highway 925 (Buffalo Narrows–Dillon) den Kazan River. Das Einzugsgebiet des Kazan River beträgt etwa 400 km².